# هوای آن بالاها
هوای آن بالاها (به انگلیسی: The Air Up There) فیلمی محصول سال ۱۹۹۴ و به کارگردانی پل مایکل گلیسر است. در این فیلم بازیگرانی همچون کوین بیکن، یولاندا باسکس، وینستون نتشونا، شان مک‌کان و دنیس پاتریک ایفای نقش کرده‌اند.